# Лёвин, Сергей Александрович (писатель)
Серге́й Алекса́ндрович Лёвин — российский писатель, журналист, публицист. Член Союза писателей России, Союза журналистов России, Международного Союза писателей и мастеров искусств.

## Биография
Родился 6 февраля 1978 года в городе Котовск, Тамбовская область, в семье электрорадиомонтажника Лёвина Александра Аркадьевича и учителя русского языка и литературы Лёвиной Елены Валентиновны.
В 1995 году поступил на филологический факультет Тамбовского государственного университета имени Г. Р. Державина. Во время учёбы в университете Сергей Лёвин стал участником литературной студии «Аз» — тамбовского отделения Академии Зауми. Студия работала при факультете, ей руководил исследователь русского и зарубежного авангарда Сергей Бирюков.
Окончив университет, в 2001 году Лёвин переехал в Анапу. Он продолжил заниматься журналистикой — работал корреспондентом в газете «Ваша удача», обозревателем в «Анапских известиях».
С 2002 года Сергей работает в пресс-службе администрации города, но всё это время продолжает заниматься творчеством. Он считает, что это приносит удовлетворение и помогает не превратиться в бездушную машину по производству пресс-релизов и докладов.
Живёт и работает в Анапе.

## Творчество
Ведет просветительскую работу, проводит творческие встречи в библиотеках, вузах, школах Анапы, Краснодара, Майкопа, Геленджика, Таганрога, Новороссийска, Темрюка, Тамбова, Котовска и других городов.
Огромное значение в своем творчестве Сергей Лёвин уделяет популяризации Краснодарского края. Действие практически всех произведений автора происходит на Кубани. Энциклопедией жизни в Краснодарском крае стали повесть «Вместе с нами – по Кубани!» (Краснодар, «Традиция», 2018) и её продолжение «Круглый год и рыжий кот» (Краснодар, «Традиция», 2019). На Кубани происходит и действие адресованной подросткам повести «На берегу безымянной реки» (Краснодар, «Традиция», 2021). В 2022 году детские книги «Истории о черноморском дельфинёнке» и «Вместе с нами – по Кубани!» были переизданы для слабовидящих читателей в рамках победы на конкурсе президентских грантов проекта «Вместе с нами – по литературной Кубани! Особый взгляд на чтение». Книга «Три прыжка по галактике», выпущенная в 2022 году в Санкт-Петербурге, выиграла грант Министерства цифрового развития РФ.
Сергей Лёвин является постоянным членом жюри Всероссийского фестиваля-конкурса «Поэзия русского слова», главная цель которого — выявление талантливых авторов, развитие духовно-нравственных литературных традиций. Также он входит в редакционную коллегию молодёжного литературно-художественного объединения «Авангард». Также писатель работал в жюри Международного конкурса буктрейлеров «Страна Читалия», Всероссийского конкурса юных чтецов «Живая классика», Чемпионата по чтению вслух «Страница 23», литературного фестиваля «Всемирный день поэзии».
В 2024 году издательство «Традиция» выпустило книгу «Кубварь». Не имеющий аналогов в России проект, представляющий собой кубанский букварь с мощной интерактивной составляющей (стихами, песнями, нотами, словарными статьями, вопросами и ответами), выиграл грант Президентского фонда культурных инициатив. 
В 2025 году С.А. Лёвин издал книгу «Сказка из песка» – современную городскую сказку, действие которой полностью происходит в Анапе. Иллюстратором выступила член Союза художников России Екатерина Ганаженко.

## Книги
- «Упал со стула». Сборник стихов. Тамбов. Издательство «Пролетарский светоч», 2000.
- «Снайпер». Сборник стихов. Краснодар. Издательство «Северный Кавказ», 2003.
- «PRосто». Сборник стихов. Анапа. Издательство «Анапское полиграфпредприятие», 2009.
- «Антоха – анапский дельфинёнок». Повесть-сказка для детей и не только. – Новороссийск. Издательство «Вариант», 2010.
- «Космос». Сборник малой прозы. Краснодар. Издательство «Традиция», 2015.
- «Камень». Сборник стихов. Краснодар. Издательство «Традиция», 2017.
- «Приключения черноморского дельфинёнка». Повесть-сказка для детей и не только. Краснодар. Издательство «Традиция», 2017.
- «Вместе с нами – по Кубани». Повесть для детей и их родителей. Краснодар. Издательство «Традиция», 2018.
- «Вместе с нами – по Кубани. Круглый год и рыжий кот». Повесть для детей и их родителей. Краснодар. Издательство «Традиция», 2019.
- «Истории о черноморском дельфинёнке». Повесть-сказка для детей и не только. Краснодар. Издательство «Традиция», 2020.
- «На берегу безымянной реки». Повесть для подростков. Краснодар. Издательство «Традиция», 2021.
- «Петькино кино». Повесть для детей. Санкт-Петербург. Издательство «Антология», 2022.
- «Три прыжка по галактике». Повесть для детей. Санкт-Петербург. Издательство «Антология», 2022.
- «Истории о черноморском дельфинёнке». Переиздание с укрупнённым шрифтом для слабовидящих читателей. Краснодар. Издательство «Традиция», 2022.
- «Вместе с нами – по Кубани». Переиздание с укрупнённым шрифтом для слабовидящих читателей. Краснодар. Издательство «Традиция», 2022.
- «Сказки из лесов кубанских». Повесть-сказка для детей. Краснодар. Издательство «Традиция», 2023.
- «Кубварь». Интерактивное издание. Краснодар. Издательство «Традиция», 2024.
- «Сказка из песка». Повесть-сказка. Краснодар. Издательство «Традиция», 2025.